# Ari Ólafsson
Ari Ólafsson (* 21. května 1998, Reykjavík, Island) je islandský zpěvák. S písní Our Choice reprezentoval Island na Eurovision Song Contest 2018 v Lisabonu. V semifinále skončil na posledním 19. místě s 15 body, od diváků neobdržel ani jeden bod.

## Život a kariéra

### Počátky
Ari se zpěvu věnuje již od útlého dětství. Díky svému pěveckému i hereckému umu se objevil v několika muzikálech islandského Národního divadla v Reykjavíku. Zahrál si třeba v muzikále Oliver od islandské zpěvačky Selmy Björnsdóttir, která reprezentovala Island na Eurovision Song Contest 1999 s písní All Out of Luck. Ve svých 13 letech se dočkal prvního většího hudebního úspěchu, když si na jednom pódiu zazpíval s norskou hvězdou Sissel Kyrkjebø.

### Talentové soutěže a současnost
Účastnil se také několika talentových soutěžích jako Island má talent, v roce 2015 1. sezóny Hlasu Islandu. Se soutěží Eurovision Song Contest přišel do kontaktu i v roce 2017, kdy jako jeden z doprovodných vokálů zpíval na národním kole Islandu s názvem Söngvakeppkin. V roce 2018 tuto soutěž vyhrál, s písní Our Choice tak bude reprezentovat Island na 63. ročníku Eurovision Song Contest v Lisabonu v Portugalsku. Splní se mu tak sen, podle jeho slov je dlouholetým fanouškem soutěže a o účastnit se jí bylo jeho velkým přáním. Bude účastnit 1. semifinále 8. května 2018. Stálé angažmá má i v reykjavíkském městském divadle Borgarleikhúsið a loutkovém divadle Þjóðleikhúsið.
V září 2018 má nastoupit na londýnskou univerzitu The Royal Academy of Music, kam byl přijat na konci roku 2017.